# آن-کارین استورم
آن-کارین استورم (به انگلیسی: Anne-Karine Strøm) (زاده ۱۵ اکتبر ۱۹۵۱) خواننده نروژی است.
او نماینده نروژ در یوروویژن ۱۹۷۶ بود.